# Número de Prandtl magnético
El número de Prandtl magnético, cuyo símbolo es Prm, es una cantidad adimensional que se produce en la magnetohidrodinámica que se aproxima a la relación de la difusividad del momento (viscosidad) y la difusividad magnética. Se define como:
{\displaystyle \mathrm {Pr} _{\mathrm {m} }={\frac {\mathrm {Re_{m}} }{\mathrm {Re} }}={\frac {\nu }{\eta }}={\frac {\mbox{velocidad de difusión viscosa}}{\mbox{velocidad de difusión magnética}}}},
donde
- Rem es el número de Reynolds magnético
- Re es el número de Reynolds
- ν es la difusividad de momento o viscosidad cinemática
- η es la difusividad magnética

En la base de la zona de convección del Sol, el número de Prandtl magnético es aproximadamente 10−2, y en los interiores de los planetas y en las dinamos de laboratorio de metal líquido es aproximadamente 10−5.